# Piotr Kostecki

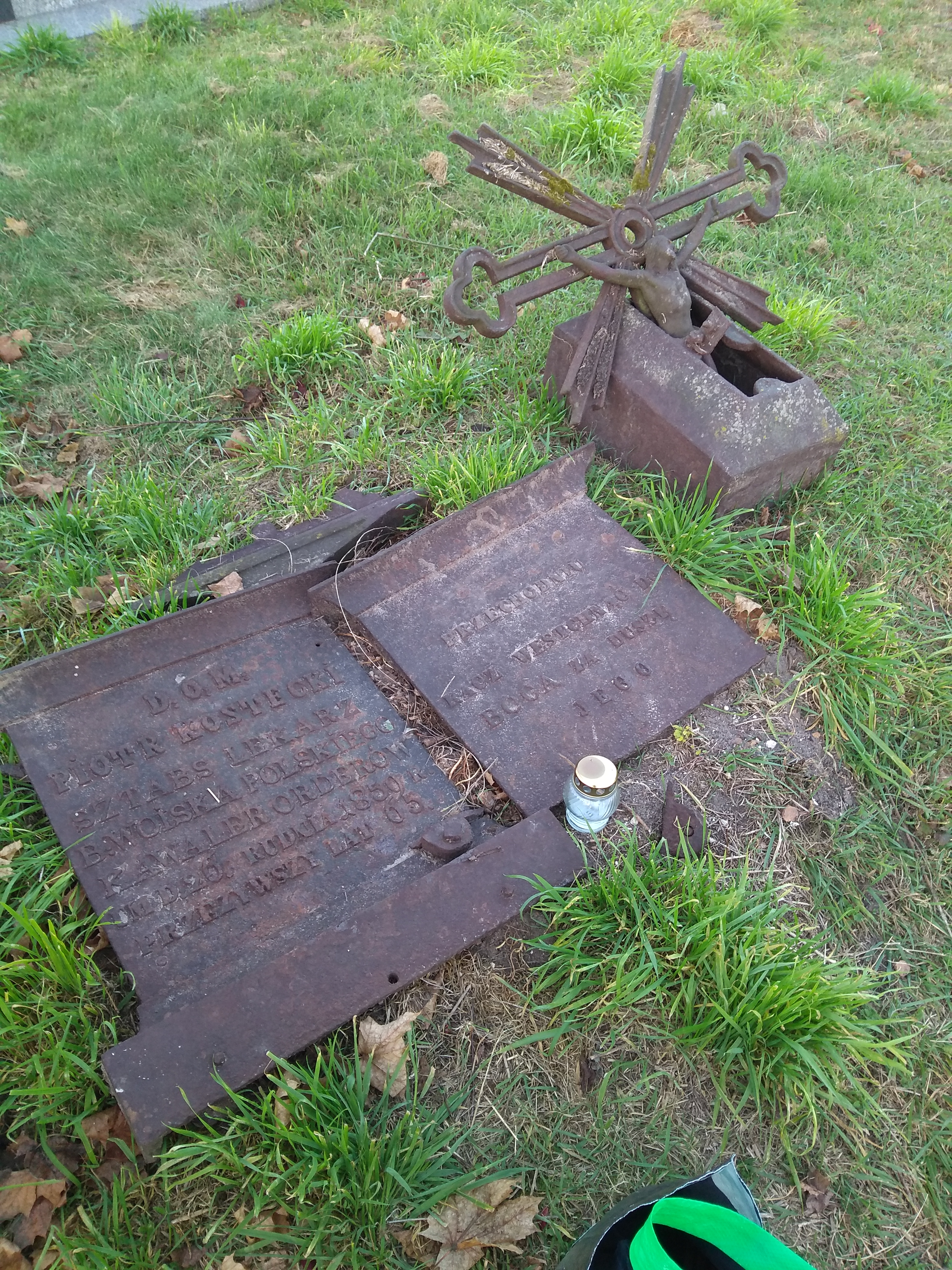
Rozbity nagrobek Piotra Kosteckiego na cmentarzu parafialnym w Wodzisławiu (2022)

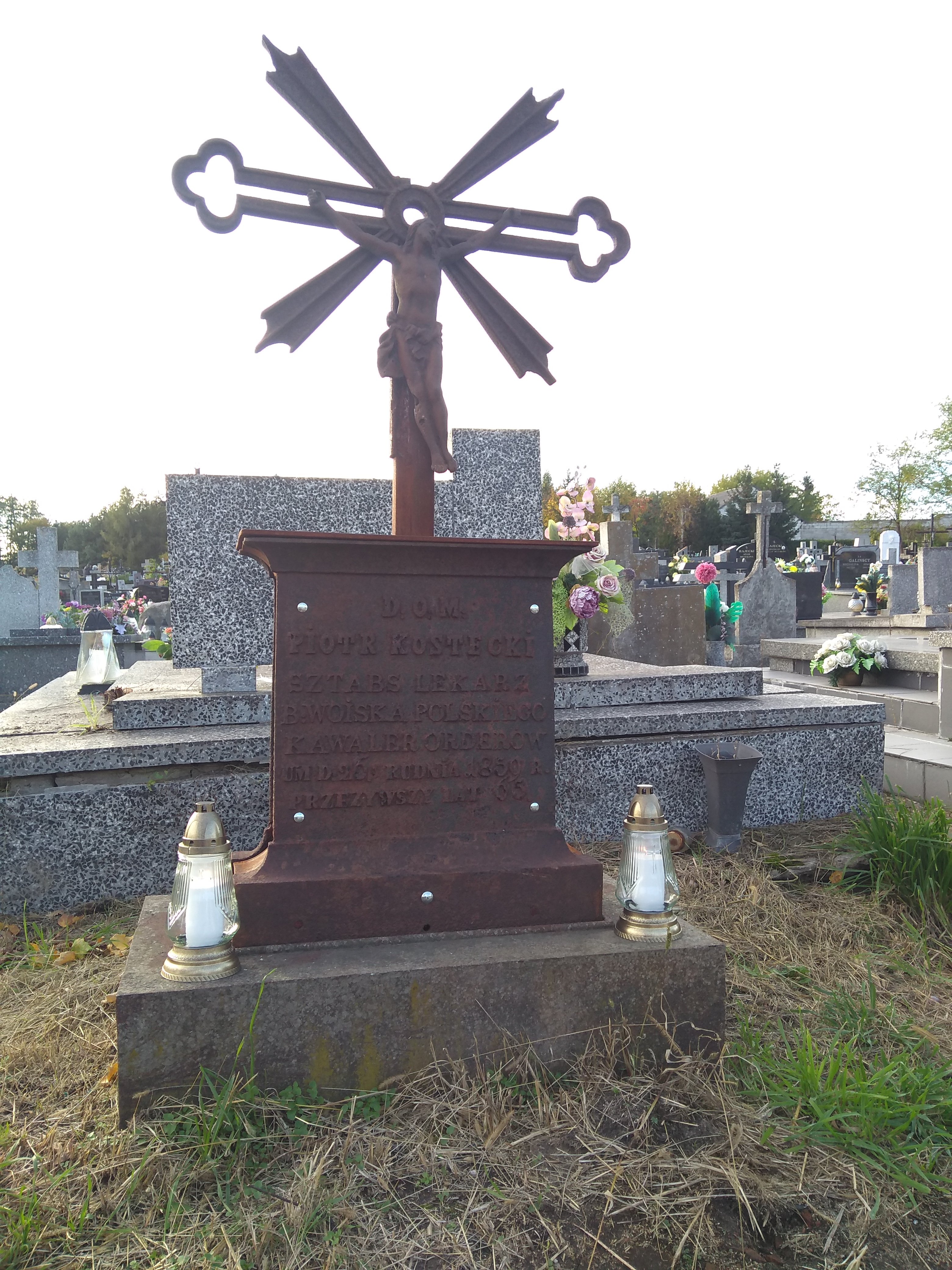
Odrestaurowany nagrobek Piotra Kosteckiego na cmentarzu parafialnym w Wodzisławiu (2023)

Piotr Hipolit Kostecki (ur. 14 sierpnia 1794 w Kaliszu, zm. 26 grudnia 1859 w Wodzisławiu) – polski lekarz, uczestnik powstania listopadowego, kawaler Złotego Krzyża Orderu Wojennego Virtuti Militari.

## Życiorys
Piotr Kostecki ukończył Królewskie Gimnazjum Kaliskie. W dniu 13 maja 1810 roku został przyjęty do Szkoły Lekarskiej w Warszawie. Po przerwie w latach 1812–1814 kontynuował studia na tej uczelni, jednak został z niej usunięty 16 maja 1817 roku za udział w bójce (tzw. „sprawa Malcza”). Kontynuował studia na Uniwersytecie Wrocławskim, a następnie w Berlinie i Wiedniu, gdzie od 1818 roku studiował okulistykę. 31 lipca 1819 roku uzyskał na Uniwersytecie Berlińskim stopień doktora medycyny i akuszerii na podstawie pracy Dissertatio inauguralis de monstruositatum origine.
Wkrótce potem został powołany do wojska, 27 października 1819 roku został mianowany lekarzem batalionowym i skierowany do Lazaretu Głównego na Ujazdowie. Dziesiątego sierpnia 1820 roku przeniesiono go do 6 Pułku Piechoty Liniowej, gdzie 17 listopada 1821 roku awansował na stanowisko lekarza sztabowego. W dniu 27 kwietnia 1823 roku dostał przydział do 3 Pułku Piechoty Liniowej. W dniu 24 stycznia 1831 roku, już w czasie powstania listopadowego, został skierowany do 2 Pułku Strzelców Konnych. Dnia 23 marca 1831 roku awansował na lekarza dywizyjnego Dywizji Rezerwy Jazdy. W kwietniu i maju tego roku był lekarzem w szpitalu we wsi Mienia w powiecie mińskim.
W dniu 17 czerwca 1831 roku został przeniesiony do 3 Dywizji Piechoty, a następnie do ambulansów polowych sztabu głównego. Po upadku powstania listopadowego  w dniu 21 października 1831 roku przybył z Płocka do Warszawy, gdzie stawił się przed KRW i ponowił przysięgę wierności carowi. Pracował w rosyjskich szpitalach. W 1832 roku zamieszkał w Sieradzu, gdzie 12 lutego 1833 roku został zdymisjonowany (przeniesiony w stan spoczynku), a Komisja Wsparcia dla Oficerów byłego Wojska Polskiego przydzieliła mu trzyletni zasiłek. Wkrótce przeniósł się do Kalisza, gdzie w latach 1834–1836 był lekarzem więziennym i prowadził jednocześnie gabinet lekarski.
Piotr Hipolit w 1835 roku mieszkał w Poddębicach, miał tam drewniany dom na gruncie czynszowym. Był też właścicielem kamienicy położonej pod nr 4 i 5 przy rynku w Kaliszu, którą sprzedał 19 września 1835 roku. W latach 1836–1837 wraz z żoną odbyli wyjazdy w interesach rodzinnych do Berlina, Poznania oraz do Chlewa, którego właścicielką była jego żona. W zachowanej dokumentacji paszportowej małżeństwa znajduje się taki ich opis: Piotr Kostecki – wzrost średni, oczy szare lub bure, włosy ciemne, twarz pociągła ospowata, nos mierny, brak znaków szczególnych; Rozalia  Kostecka – wzrost mierny, oczy burawe, włosy blond, twarz okrągła, nos mierny, brak znaków szczególnych.
Od 1 stycznia 1837 roku do 1 czerwca 1839 roku pracował na stanowisku chirurga w Turku. Następnie, od  12 lipca 1839 roku do 1 listopada 1843 roku był lekarzem miejskim w Gąbinie. Jego ostatnim miejscem pracy, w okresie od 1 grudnia 1843 roku do 31 grudnia 1849 roku było stanowisko lekarza górniczego w Dąbrowie Górniczej. Dopracował tam do emerytury. Przeniósł się do Wodzisławia, gdzie nadal prowadził praktykę lekarską.

## Odznaczenia
- W dniu 9 kwietnia 1828 roku przyznano mu Order św. Anny III klasy, patent nr 683
- w dniu 2 czerwca 1831 roku został odznaczony Złotym Krzyżem Virtuti Militari nr 1334[13].

## Szlachectwo
Piotr Kostecki złożył 5 sierpnia 1837 roku podanie do Deputacji Szlacheckiej Guberni Kaliskiej o przyznanie szlachectwa, dołączając patent orderu św. Anny klasy III (upoważniający do uzyskania dziedzicznego szlachectwa) oraz List Przesyłczy Wielkiego Księcia Konstantego nr 1100 z 22 czerwca 1828 roku. Pismem z 12 sierpnia 1837 roku Deputacja Szlachecka Guberni Kaliskiej poprosiła Heroldię Królestwa Polskiego o przyznanie Piotrowi Hipolitowi Kosteckiemu szlachectwa osobistego i o upoważnienie do wpisania go do ksiąg szlachty osobistej guberni kaliskiej. Deputacja 12 lutego 1838 roku powiadomiła Piotra Hipolita Kosteckiego, że ma prawo wystąpić o nadanie mu szlachectwa dziedzicznego, lecz powinien prosić o to Księcia Namiestnika Królestwa Polskiego Iwana Paskiewicza. W spisach szlachty dziedzicznej Królestwa Polskiego nie ma Piotra Hipolita Kosteckiego.

## Życie prywatne
Piotr Hipolit był synem Józefa Kosteckiego i Wiktorii z domu Kwaśniewskiej. Został ochrzczony 6 stycznia 1795 roku w Kolegiacie Kaliskiej, a jego rodzicami chrzestnymi byli Stanisław Kłossowski, kustosz kolegiaty i Kunegunda z Grodzickich Łubieńska, druga żona Piotra Łubieńskiego, podczaszego szadkowskiego. Jego rodzeństwo stanowili: Marianna Angela (?–1800), Józefa (1796–?), Teofila Tekla (~1800–?), Kajetan Józef (1801–1873), Alojzy Gonzaga (~1803–1868) i Pelagia (?–1806).
W dniu 8 stycznia 1834 roku w Chlewie ożenił się z Pauliną Karśnicką. Jego żona pochodziła z rodziny Karśnickich herbu Jastrzębiec przydomku Fundament, której przedstawiciele w XVIII–XIX wieku byli właścicielami, m.in. Chlewa w parafii Bukowiec oraz Czachór.
Piotr Hipolit z żoną Pauliną mieli co najmniej troje dzieci. Były to: bliźniaczki Aniceta (1836–1903, późniejsza Kamieńska, jej wnukiem był m.in. Tadeusz Mazurkiewicz) i Melania (1836–1906), urodzone w Wójcinku oraz syn Władysław (urodzony w 1837 roku, zmarł po ok. 3 miesiącach).
Piotr Hipolit zmarł 26 grudnia 1859 roku w Wodzisławiu. Zachował się protokół postępowania spadkowego.